# Walter Rescheneder

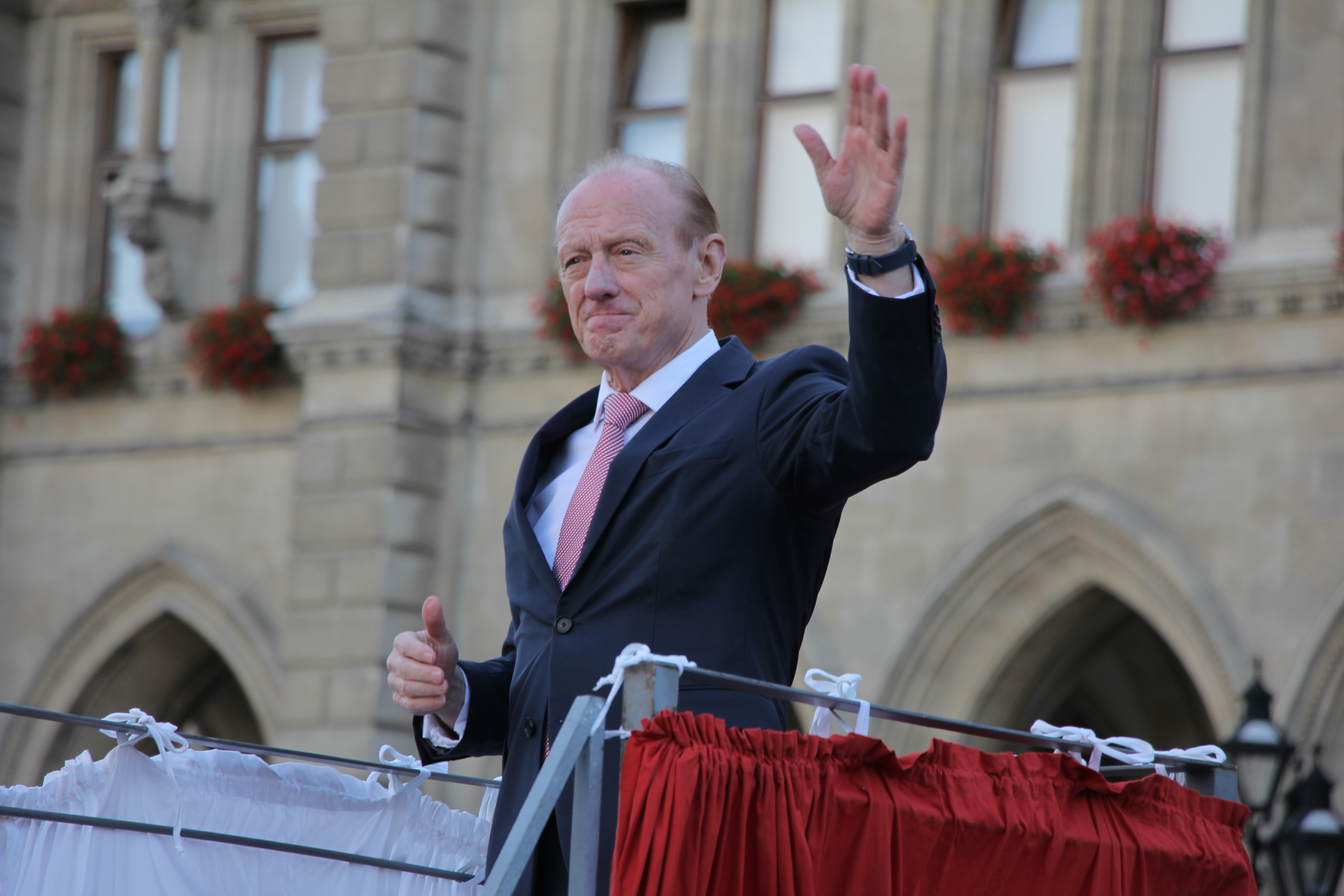
Walter Rescheneder in 2018

Walter Rescheneder (Linz, 20 juni 1948) is een Oostenrijks componist, muziekpedagoog en dirigent.

## Levensloop
Rescheneder studeerde klarinet en dirigeren aan de Anton Bruckner Privatuniversität Linz en aan de Universität für Musik und Darstellende Kunst "Mozarteum" Salzburg te Salzburg. Vanaf 1968 was hij directeur van de Landesmusikschule Wels en verbleef in deze functie tot 1997. Sinds maart 2001 is hij als opvolger van Heinz Preiss Landesmusikdirektor van de Oostenrijkse deelstaat Opper-Oostenrijk. Eveneens is hij vanaf 1991 "Consulent", Landesmusikdirektor en Bundeskapellmeister van de Oberösterreichischer Blasmusikverband. Bei de ORF, de Oostenrijkse publieke omroep, Landesstudio Oberösterreich, is hij referent voor blaasmuziek, producent en moderator van blaasmuziek-uitzendingen zoals Klingendes Oberösterreich of Musikanten, spielt's auf. 
Als sinds 1968 is hij dirigent van de Stadtmusik Wels (Magistratsmusik) en vanaf 1972 van het stedelijke symfonieorkest Wels. Hij is ook een veelgevraagd jurylid bij nationale en internationale wedstrijden voor harmonieorkesten. Voor de uitgave van zijn eigen compositie richtte hij een muziekuitgeverij op. 

## Composities

### Werken voor harmonieorkest
- 1983 Crescendo, voor harmonieorkest
- 1988 Hommage à Hans Sachs, voor harmonieorkest
- Swingende Trompeten, voor 3 trompetten solo en harmonieorkest
- Tanzsoirée, ouverture voor harmonieorkest

- Gemeinsame Normdatei: 116143318X
- Virtual International Authority File: 6687152988214412790001
- WorldCat: E39PBJw4wRTWGm3qcwKy7TjjYP